# Bräter
Ein Bräter oder eine Reine ist ein flaches rechteckiges, rundes oder ovales Gefäß mit zwei Henkeln, mit dem man zum Beispiel Schweine- oder Gänsebraten in einem Backofen garen kann. Verbreitet sind gusseiserne Bräter, sie sind jedoch wie Pfannen auch aus rostfreiem Stahl, Kupfer, tiefgezogenem Stahl und Aluminium mit Antihaftbeschichtung erhältlich, aus Stahl auch mit hitzebeständiger Emaille-Schicht.
Im süddeutschen Sprachraum ist Reindl eine Bezeichnung für einen rechteckigen Bräter mit zwei Griffen, meist aus Metall. Darin werden Braten von Schwein, Huhn, Ente, Gans o. Ä. zubereitet, aber auch Süßspeisen wie Apfelstrudel oder Rohrnudeln. In Österreich wird Reine oder Reindl auch synonym für Kasserolle verwendet.
Ebenfalls erhältlich sind Bräter aus Glas. In früherer Zeit gab es auch Bräter aus Keramik, diese konnten nur im Backrohr oder auf offener Flamme verwendet werden. Ein Bräter kann auch zum Braten auf dem Herd auf der sogenannten Bräterzone verwendet werden. Im Prinzip handelt es sich um eine Mischung aus Pfanne und Topf. Ein Bräter kann auch aus Naturton bestehen.

## Etymologie
Das Wort Reine kommt von Rein (f.), Varianten waren Reinel, Reindel, Rindel, Reidl. Von Johann Andreas Schmeller stammt die folgende Erklärung: „die alte bezeichnung lebt noch mundartlich, vorwiegend in Oberdeutschland, wo sie von einem flachen küchentiegel von blech oder thon oder von einer flachen milchschüssel gebraucht wird.“

## Historische Bräter
Nicht mehr gebräuchlich sind spezielle Bräter aus Irdenware wie der Saurüssel (ein Bräter für Tauben) oder die Hasenpfanne, die eigens für diese Schlachttiere angefertigt wurden.

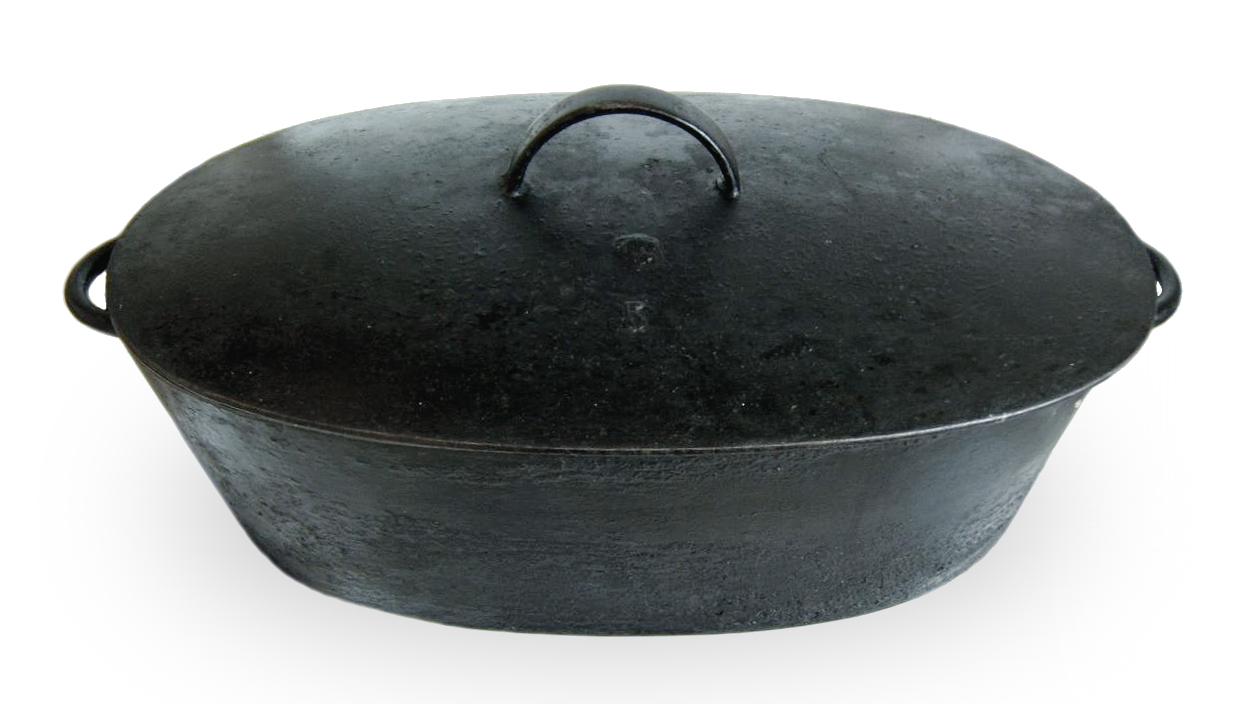
Gusseiserner Bräter mit Deckel
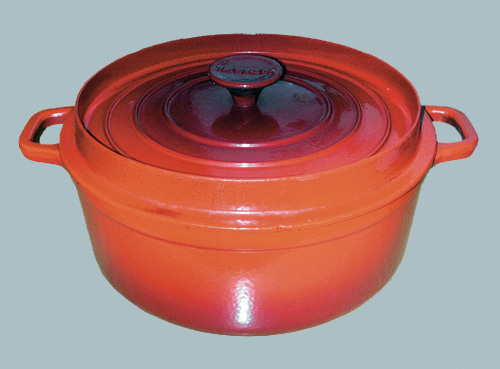
Kokotte, ein kleiner Bräter
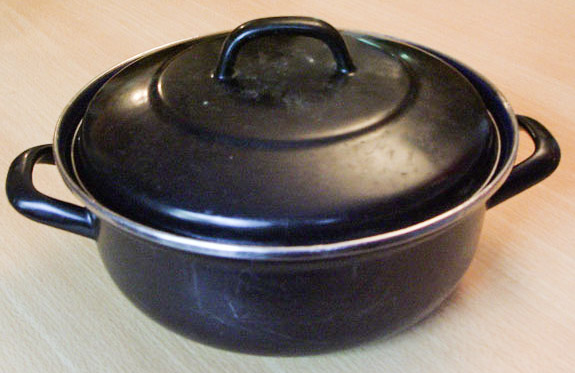
Emaillierter Eisenbräter
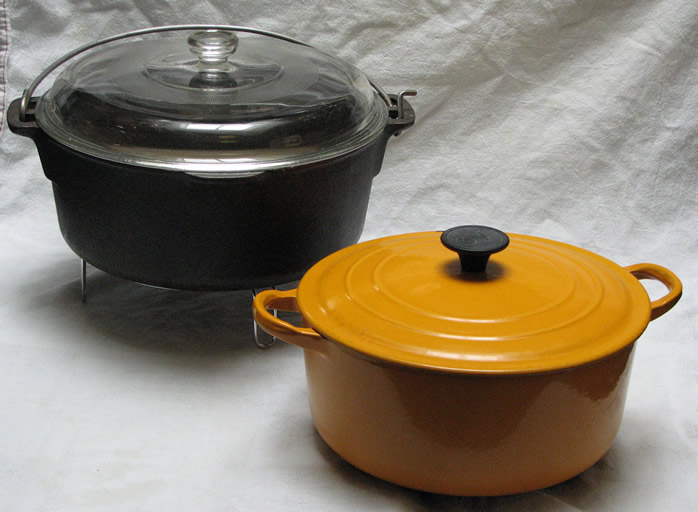
Zwei Bräter
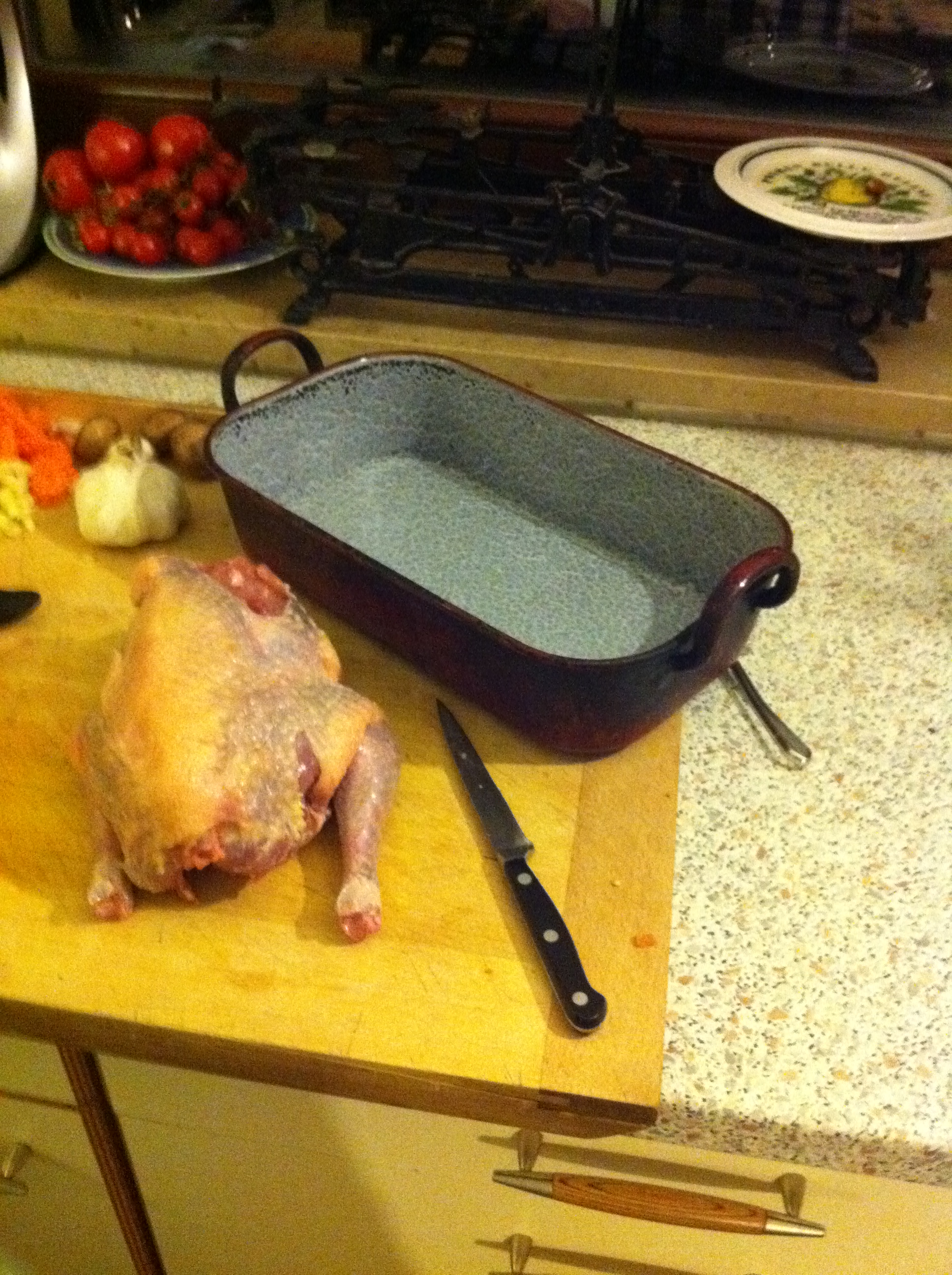
Reindl